# Pavetta robusta
Pavetta robusta är en måreväxtart som beskrevs av Cornelis Eliza Bertus Bremekamp. Pavetta robusta ingår i släktet Pavetta och familjen måreväxter. Inga underarter finns listade i Catalogue of Life.